# Farnesene
Il termine farnesene fa riferimento ad una serie di sei composti chimici strettamente correlati fra loro, e tutti e sei sesquiterpeni: α-Farnesene è 3,7,11-trimetil-1,3,6,10-dodecatetraene mentre β-farnesene è 7,11-dimetil-3-metilene-1,6,10-dodecatriene. La forma alfa può esistere come quattro stereoisomeri che differiscono fra loro sulla geometria di due dei suoi tre doppi legami interni (gli stereoisomeri del terzo doppio legame interno sono identici). L'isomero beta esiste in due isomeri che si differenziano fra loro per la configurazione del loro legame centrale doppio.